# Яницкий, Мариан
Мариан Яницкий (пол. Marian Janicki; 12 октября 1927, Кцыня) — польский генерал, главный комендант гражданской милиции ПНР в 1973—1978.

## Служебная карьера
Родился в крестьянской семье. В 1946 поступил на службу в воеводскую комендатуру гражданской милиции Вроцлава. Окончил милицейское училище в Слупске. С декабря 1947 — сотрудник следственной службы, с сентября 1948 — отдела молодёжной преступности вроцлавской комендатуры.
В апреле 1949 подпоручик милиции Мариан Яницкий переведён в Варшаву. Служил в отделе расследования убийств и аналитики следственной службы главной комендатуры гражданской милиции МОБ. В июле 1954 в звании капитана стал начальником отдела главной комендатуры.
1 января 1955 капитан Яницкий был назначен заместителем коменданта гражданской милиции Варшавы. С марта 1967 полковник Мариан Яницкий — первый заместитель варшавского коменданта полковника Генрика Слабчика. Занимал этот пост до мая 1969, когда был назначен воеводским комендантом милиции во Вроцлав.
В ноябре 1972 полковник Яницкий возвращён в Варшаву и назначен заместителем главного коменданта гражданской милиции ПНР генерала Хойнацкого. Менее чем полгода спустя, 3 мая 1973, Мариан Яницкий сменил Казимежа Хойнацкого на посту главного коменданта. 10 октября 1973 Яницкому присвоено звание генерал бригады.

## Особенности имиджа
Мариан Яницкий состоял в правящих компартиях ППР и ПОРП. Но его служебная биография, в отличие от других главных комендантов, не содержит упоминаний о прямом участии в подавлении политической либо католической оппозиции (по крайней мере, в открытых источниках). Разгоны студенческих демонстраций 1968 в Варшаве связывались с полковником Слабчиком. Декабрьские выступления 1970 во Вроцлаве не приобрели масштабов, сравнимых с Балтийским побережьем. Милицейским подавлением рабочих протестов июня 1976 в Радоме и Варшаве непосредственно командовал не главный комендант генерал Яницкий, а его заместитель генерал Зачковский.
По занимаемым должностям Яницкий не мог быть непричастен к такого рода событиям. Но его публичный имидж основывался на сугубо профессиональной либо административно-управленческой деятельности — что вполне соответствовало социально-политическим установкам Герека.
19 февраля 1978 Мариан Яницкий оставил пост главного коменданта (заменён Станиславом Зачковским). После этого три с половиной года был заместителем государственного секретаря МВД ПНР. Оставил эту должность в августе 1981 — в обстановке острейшего социально-политического кризиса, жёсткого противоборства ПОРП с Солидарностью (участие в котором Яницкого публично не просматривается).

## Дипломатия и отставка
Формально госслужба Мариана Яницкого на этом не закончилась. Он был переведён в МИД и на протяжении четырёх лет являлся послом ПНР в Тунисе.
С 1985 Мариан Яницкий в отставке и на пенсии.
За годы службы Яницкий был награждён орденом «Знамя Труда», орденом Возрождения Польши, ведомственными медалями.

## Генерал-однофамилец
Имя Мариан Яницкий носит и другой польский генерал — Мариан Ежи Яницкий, в 2007—2013 начальник Бюро охраны правительства. Генерал Яницкий активен в публичной политике. Некоторые польские СМИ намекают на его родство с бывшим главным комендантом милиции ПНР — в негативном контексте — чему, однако, не находится никаких подтверждений.